# Socha Piekary Śląskie
Przewóz Osób i Towarów Leszek Socha - przewoźnik obsługujący autobusową komunikację zastępczą na zlecenie Tramwajów Śląskich. Do 31 lipca 2014r. firma obsługiwała linie na zlecenie MZKP. Działalność firmy obejmuje również przewóz osób w kraju i za granicą. Firma posiada zajezdnię w Niezdarze przy ulicy Słonecznej.

## Tabor
| Marka i typ autobusu                                 | przewóz osób na wózkach                              | Eksploatacja od                                      | Wiek (rocznikowo)                                    | Liczba egzemplarzy |
| ---------------------------------------------------- | ---------------------------------------------------- | ---------------------------------------------------- | ---------------------------------------------------- | ------------------ |
| Citroën Jumper                                       |                                                      | 2014                                                 | 15                                                   | 1                  |
| Ford Transit                                         |                                                      | 2005                                                 | 20                                                   | 2                  |
| Gräf&Stift NL202                                     | przewóz osób na wózkach                              | 2011                                                 | 22                                                   | 1                  |
| Ikarus 260                                           |                                                      | 2009                                                 | 26                                                   | 1                  |
| Ikarus 415                                           |                                                      | 2008                                                 | 20/21                                                | 2                  |
| Jelcz M11                                            |                                                      | 2002                                                 | 24-28                                                | 6                  |
| MAN NL202                                            | przewóz osób na wózkach                              | 2013                                                 | 23                                                   | 1                  |
| MAN NL222                                            | przewóz osób na wózkach                              | 2013                                                 | 19/20                                                | 2                  |
| Mercedes-Benz O405N                                  | przewóz osób na wózkach                              | 2015                                                 | 22                                                   | 1                  |
| Mercedes-Benz Sprinter                               |                                                      | 2005                                                 | 15                                                   | 3                  |
| Mercedes-Benz T1                                     |                                                      | 2005                                                 | 17-22                                                | 5                  |
| Neoplan N4016NF                                      | przewóz osób na wózkach                              | 2006                                                 | 20                                                   | 1                  |
| Neoplan N4416                                        | przewóz osób na wózkach                              | 2012                                                 | 15                                                   | 1                  |
| Scania Irizar Century                                |                                                      | 2013                                                 | 13                                                   | 2                  |
| Setra S215 NR                                        | przewóz osób na wózkach                              | 2012                                                 | 21                                                   | 2                  |
| Setra S215 SL                                        |                                                      | 2012                                                 | 25                                                   | 1                  |
| Setra S309 HD                                        |                                                      | 2013                                                 | 18                                                   | 1                  |
| Wszystkie pojazdy                                    | Wszystkie pojazdy                                    | Wszystkie pojazdy                                    | Wszystkie pojazdy                                    | 33                 |
| Udział autobusów niskopodłogowych i niskowejściowych | Udział autobusów niskopodłogowych i niskowejściowych | Udział autobusów niskopodłogowych i niskowejściowych | Udział autobusów niskopodłogowych i niskowejściowych | 28%                |
| Średni wiek pojazdów w latach                        | Średni wiek pojazdów w latach                        | Średni wiek pojazdów w latach                        | Średni wiek pojazdów w latach                        | 22                 |